# Димитрий Ласкарис Леонтарис
Димитрий Ласкарис Леонтарис (греч. Δημήτριος Λάσκαρις Λεοντάρης, ум. 1431) — был византийским государственным деятелем и военачальником начала XV века, служил при императорах Мануиле II Палеологе (1391—1425 гг.) и Иоанне VIII Палеологе (1425—1449).

## Биография
О ранней жизни Леонтариса практически ничего не известно, кроме заявления историка Дуки о том, что Димитрий с отличием служил офицером в Морейском деспотате и Фессалии в 1390-х годах. Леонтарис впервые появился в исторических источниках в 1403 году. Будучи близким другом и доверенным лицом Византийского императора Мануила II, он сопровождал Иоанна VII Палеолога в Фессалонику (второй по величине город в Византийской империи), который Иоанн получил в качестве полунезависимого удела. Димитрий оставался в городе и был советником Иоанна VII. В 1408 году правитель Фессалоник умер. В этот момент Мануил II назначил его наставником и регентом над своим младшим сыном, деспотом Андроником Палеологом, который сменил Иоанна VII на посту правителя Фессалоник.
Димитрий Ласкарис Леонтарис оставался регентом Фессалоник до 1415 или 1416 года, когда османский принц Мустафа Челеби и Джунайд-бей, правитель Смирны, бежали в город после неудачной попытки захватить европейские владения Османского султана Мехмеда I. Султан потребовал сдачи мятежников, но Леонтарис передал их Мануилу II в Константинополь. В конце концов, была достигнута договоренность, согласно которой принц Мустафа будет содержаться в изгнании на византийском острове Лемнос, а Джунайд-бей в Константинополе в обмен на ежегодную субсидию. В этот момент Леонтарис покинул Фессалонику и отправился в Константинополь.
В конце 1420 — начале 1421 года и затем в мае 1421 года Димитрий был отправлен к Мехмеду I в составе посольства к османскому султану. Димитрий Леонтарис возглавлял группу византийских аристократов и чиновников и, снабженный подарками встретил Мехмеда I в Константинопольском пригороде Кутулосе. Димитрий сопроводил султана к Диплокиониону (современный Бешикташ), где его ждали император Мануил II и его сыновья. Вторая встреча произошла в резиденции султана в Адрианаполе в мае 1421 года. Предполагалось, что османский султан желал сделать Мануила опекуном двух его младших сыновей. Димитрий был тепло принят, но переговорам помешала смерть Мехмеда. Чтобы предотвратить очередную борьбу за власть в Османской империи, смерть Мехмеда хранилась в строжайшей тайне в течение некоторого времени. Сам Димитрий Леонтарис оказался под домашним арестом. C большим трудом ему удалось узнать о смерти османского султана и сообщить об этом в Константинополь.
После смерти Мехмеда в византийском дворе возобладала военная партия, возглавляемая сыном Мануила II и соправителем Иоанном VIII. По приказу Иоанна VIII Димитрий выпустил османского принца Мустафу из его заточения на острове Лемнос. Мустафе была обещана византийская поддержка в борьбе против нового османского султана Мурада II, если он уступит империи стратегически важную крепость Галлиполи. С поддержкой Византии Мустафе удалось быстро захватить Галлиполи и установить свою власть над европейскими владениями Османской империи. Однако, когда Леонтарис был отправлен к Мустафе, чтобы потребовать сдачи Галлиполи, османский принц отказал ему в этом. Весной 1422 года Мустафа был побежден Мурадом II. Османский принц был схвачен и впоследствии казнен.
В последний раз Димитрий Леонтарис появился в 1426 году. Иоанн VIII приказал ему отправиться в Морейский деспотат, где осложнились отношения с деспотом Эпира Карло I Токко за контроль над северо-восточным Пелопоннесом. В результате Карло объявил Морее войну. Леонтарис прибыл в регион, возглавил военно-морской флот и одержал победу над силами Токко в битве при Эхинадах. Позже Димитрий ушел в монастырь под монашеским именем Даниил и умер, вероятно, 6 сентября 1431 года. Он был похоронен в монастыре Петра в Константинополе.